# Vessige församling
Vessige församling är en församling i Falkenbergs pastorat i Varbergs och Falkenbergs kontrakt i Göteborgs stift. Församlingen ligger i Falkenbergs kommun i Hallands län.

## Administrativ historik
Församlingen har medeltida ursprung.
Församlingen var till 1962 moderförsamling i pastoratet Vessige och Askome. Från 1962 till 2006 var den moderförsamling i pastoratet Vessige, Askome, Alfshög, Okome, Svartrå och Köinge. År 2006 införlivades Alfshögs och Askome församlingar i församlingen samtidigt som de tre andra församlingarna samlades i Okome församling och församlingen var därefter till 2017 moderförsamling i pastoratet Vessige och Okome. Församlingen ingår sedan 2017 i Falkenbergs pastorat.
Vessige pastorat var, på felaktiga grunder, ett av Sveriges få ärftliga pastorat 1760–1900.

## Kyrkor
- Alfshögs kyrka.
- Askome kyrka
- Vessige kyrka